# Altamont (Oregon)
Altamont ist ein Census-designated place in Oregon innerhalb des Klamath County. Das U.S. Census Bureau hat bei der Volkszählung 2020 eine Einwohnerzahl von 20.233 ermittelt. 

## Geografie
Altamont liegt im südlichen Klamath County auf einer Höhe von 1263 m über dem Meeresspiegel und grenzt im Norden und Westen an die Stadt Klamath Falls, den Sitz des County. Die Oregon Route 39 führt als South 6th Street und der Crater Lake Parkway durch das Zentrum der Gemeinde, während die Oregon Route 140 (Southside Expressway) am südlichen Rand der Siedlung verläuft. Die OR 39 führt nordwestlich nach Klamath Falls und südöstlich 21 Meilen (34 km) zur kalifornischen Grenze bei Hatfield, während die OR 140 östlich 93 Meilen (150 km) nach Lakeview und westlich 72 Meilen (116 km) nach White City bei Medford führt.

## Demografie
Nach der Schätzung von 2017 leben in Altamont 27.837 Menschen. Die Bevölkerung teilte sich im selben Jahr auf in 75,2 % Weiße, 3,0 % amerikanische Ureinwohner, 1,6 % Asiaten, 0,1 % Ozeanier und 3,7 % mit zwei oder mehr Ethnizitäten. Hispanics oder Latinos aller Ethnien machten 16,2 % der Bevölkerung aus. Das mittlere Haushaltseinkommen lag bei 37.559 US-Dollar und die Armutsquote bei 18,8 %.
| Jahr | Einwohner¹ |
| ---- | ---------- |
| 1950 | 9.419      |
| 1960 | 10.811     |
| 1970 | 15.746     |
| 1980 | 19.805     |
| 1990 | 18.591     |
| 2000 | 19.603     |
| 2010 | 19.257     |
| 2020 | 20.233     |

¹ 1950–2020: Volkszählungsergebnisse